# Marko Hranilović
Marko Hranilović, (Zagreb, 11. prosinca 1908. – Zagreb, 25. rujna 1931.), bio je pripadnikom radničke pravaške mladeži.

## Životopis
Na čelu Pravaške radničke mladeži, do svog odlaska u emigraciju 13. svibnja 1928. godine, bio je Stanko Hranilović. Nakon njegova odlaska vodstvo preuzima, uz Miju Babića i Matiju Soldina, Stankov brat Marko Hranilović.
Unutar te mladeži osnivane su ilegalne petorke, a jednu od tih petorki sačinjavali su Marko Hranilović, Mijo Babić, Matija Soldin, Zvonimir Pospišil i Dragutin Križnjak. 
Pod budnim okom pročelnika za rad s mladeži, Stjepana Javora, počelo je u to vrijeme ilegalno naoružavanje mladeži. 
Radi pribavljanja oružja i uputa za dalji revolucionarni rad Marko Hranilović i još neki njegovi suborci u više su se navrata sastajali s ustaškim prvacima, naročito s Perčecom, u inozemstvu.
22. ožujka 1929. godine ubijen je novinar i suradnik Aleksandrove diktature Toni Schlegel. Zbog toga je redarstvo 30. listopada 1929. godine naredilo uhićenje pripadnika pravaške mladeži.
Uhićeni su Marko Hranilović i Matija Soldin, a u svezi s tim uhićenjima bio je zatvoren i Mile Budak. Hranilovićev branitelj bio je poznati odvjetnik i katolički aktivist Ivo Protulipac. Od 4. svibnja do 30. lipnja 1931. godine trajao je proces pred Sudbenim stolom u Zagrebu, kao delegiranim stolom beogradskog suda za zaštitu države. 
Na smrt vješanjem osuđeni su Marko Hranilović i Matija Soldin. Obješeni su 25. rujna 1931. u Petrinjskoj ulici u Zagrebu.

## Vanjske poveznice
- Tomislav Jonjić: Razgovor s Marijom Hranilović
- Ivan Gabelica: Revolucionarni lik i djelo Stipe Javora